# یگان (مجموعه تلویزیونی)
این مجموعه تلویزیونی هیجان انگیز آمریکایی یگان یا یونیت (به انگلیسی: The Unit) نام دارد. این مجموعه پیرامون یک گروه فوق محرمانهٔ ارتش امریکاست و در آن مشکلات و مأموریت‌ها ی این گروه را در کشورها و جاهای مختلف به نمایش می‌گذارد که قسمت یکم آن با نشان دادن اجرای عملیاتی در کردستان ایران آغاز می‌شود و همین باعث جلب توجه بینندگان ایرانی می‌شود. این مجموعه تلویزیونی همراه با ایفای نقش بازیگر معروف ۲۴، دنیس هایسبرت (دیوید پالمر) همراه است، این مجموعه تلویزیونی دارای ۴ فصل و ۶۹ قسمت است.

## تولید
پخش فصل اول این مجموعه تلویزیونی در روز ۷ مارس ۲۰۰۶ از شبکه سی بی اس آغاز شد. فصل دوم مجموعه تلویزیونی در روز ۱۹ سپتامبر ۲۰۰۶ شروع شد. فصل سوم این مجموعه تلویزیونی از ۲۵ سپتامبر ۲۰۰۷ آغاز شد و به دلیل هم‌زمان شدن با اعتصاب اتحادیه نویسندگان آمریکایی، برای این فصل فقط ۱۱ قسمت ساخته شد. در ۱۲ می ۲۰۰۸ سی بی اس تصمیم گرفت تا برای مجموعه تلویزیونی فصل چهارم نیز بسازد. پخش فصل چهارم از ۲۸ سپتامبر ۲۰۰۸ آغاز شد و تا ۱۹ می ۲۰۰۹ ادامه یافت. بعد از این اعلام شد که این مجموعه تلویزیونی پس از ۴ فصل و ۶۹ قسمت به پایان رسیده‌است و فصل جدیدی ساخته نخواهد شد.

## بازیگران
| بازیگر           | نقش                     | فصل    |
| ---------------- | ----------------------- | ------ |
| دنیس هایسبرت     | سرگروهبان جوناس بلین    | ۱تا۴   |
| رجینا تیلور      | مالی بلین               | ۱تا۴   |
| اسکات فلی        | سرگروهبان باب براون     | ۱تا۴   |
| آدری مری اندرسون | کیم براون               | ۱تا۴   |
| مکس مارتینی      | سرگروهبان مک گرهاردت    | ۱تا۴   |
| ابی برمل         | تیفی گرهادرت            | ۱ تا ۴ |
| مایکل ایربی      | سرگروهبان چارلز گری     | ۱تا۴   |
| بره بلیر         | جاس گری                 | ۴      |
| رابرت پاتریک     | ژنرال توماس رایان       | ۱تا۴   |
| ربکا پیدگئون     | شارلوت رایان            | ۱تا۴   |
| دمور بارنز       | سرگروهبان هکتور ویلیامز | ۱تا۳   |
| نیکول استین‌ودل   | افسر بریجت سالیوان      | ۴      |
| وز کثام          | سرگروهبان سام مک براید  | ۴      |
| کاویتا پاتیل     | سرگروهبان کایلا مداوار  | ۱تا۴   |
| سوزان ماتوس      | سرگروهبان سارا ایروین   | ۲تا۴   |
| آنجل وین‌رایت     | ستوان دوم بتسی بلین     | ۱تا۴   |
| سامر گلو         | کریستال برنز            | ۲      |
| دنیل ویسلر       | جرمی ارهارت             | ۲      |
| آلیسا شافر       | سرنا براون              | ۱تا۴   |

## فصل‌ها و قسمت‌ها
| فصل (سیزن) | تعداد قسمت (اپیزود) | آغاز ساخت       | پایان ساخت     |
| ---------- | ------------------- | --------------- | -------------- |
| فصل ۱      | ۱۳ اپیزود           | ۷ مارس ۲۰۰۶     | ۱۶ مه ۲۰۰۶     |
| فصل ۲      | ۲۳ اپیزود           | ۱۹ سپتامبر ۲۰۰۶ | ۸ مه ۲۰۰۷      |
| فصل ۳      | ۱۱ اپیزود           | ۲۵ سپتامبر ۲۰۰۷ | ۱۸ دسامبر ۲۰۰۷ |
| فصل ۴      | ۲۲ اپیزود           | ۲۸ سپتامبر ۲۰۰۸ | ۱۰ مه ۲۰۰۹     |
| مجموع      | ۶۹ اپیزود           | ۷ مارس ۲۰۰۶     | ۱۰ مه ۲۰۰۹     |

## حاشیه‌ها و نقدها
- اعضای گروه دلتا کاملاً مخفی هستند و تحت پوشش واحد آموزشی ۳۰۳ زندگی می‌کنند.
- این مجموعه بر اساس کتاب در کنار نیروهای دلتا تألیف شده‌است.

## پخش در ایران
این مجموعه تلویزیونی با عنوان واحد ویژه از شبکه تلویزیونی فارسی وان به نمایش درآمد